# Mouvement des Entreprises de France
Das Mouvement des entreprises de France (MEDEF) (deutsch etwa: Bewegung der Unternehmen Frankreichs) ist die größte Arbeitgebervereinigung in Frankreich. Die Vereinigung, die 1998 gegründet wurde, trat an die Stelle des Conseil national du patronat Français (CNPF), gegründet 1946.
Der Vereinigung gehören mehr als 750.000 Unternehmen an, von denen 90 Prozent zu den kleinen und mittleren Unternehmen (SMEs) mit weniger als 50 Beschäftigten gehören. MEDEF setzt sich für die Belange der Unternehmen auf kommunaler und regionaler Ebene sowie im Rahmen des französischen Staates und auf EU-Ebene ein.
In jedem Jahr organisiert MEDEF International Delegationen französischer Wirtschaftsführer, die sich mit konkreten Projekten in ausgewählte Länder, vor allem in Entwicklungsländer, reisen. MEDEF tritt für das Konzept der nachhaltigen Entwicklung ein und versucht, den Unternehmen die Erkenntnis nahezubringen, dass Kompetenz in Bezug auf Umweltschutz auch zu einem Wettbewerbsvorteil werden kann.
Seit Juli 2023 ist Patrick Martin Präsident der Vereinigung.